# Andert-et-Condon
Pour les articles homonymes, voir Condon.
Andert-et-Condon (prononcé [ɑ̃.dɛ.ʁe.kɔ̃.dɔ̃]) est une commune française, située dans le département de l'Ain en région Auvergne-Rhône-Alpes.

## Géographie
Située à 6 km de Belley (sous-préfecture de l'Ain), Andert-et-Condon est une commune de 694 ha. Elle est arrosée par le Furans. Outre le bourg, le village compte plusieurs hameaux : Gevrin, Andert, les Barraques et Bognens.
La commune se trouve dans la zone de délimitation des vins AOC du Bugey.

### Hydrographie
Le Furans marque la limite avec Belley. Le pont de Bognens, à l'écart du pont de la RD41 en usage, le franchit ; il est cité en 1290.

### Climat
Pour des articles plus généraux, voir Climat d'Auvergne-Rhône-Alpes et Climat de l'Ain.
En 2010, le climat de la commune est de type climat des marges montargnardes, selon une étude du CNRS s'appuyant sur une série de données couvrant la période 1971-2000. En 2020, Météo-France publie une typologie des climats de la France métropolitaine dans laquelle la commune est exposée à un climat de montagne ou de marges de montagne et est dans la région climatique Alpes du nord, caractérisée par une pluviométrie annuelle de 1 200 à 1 500 mm, irrégulièrement répartie en été.
Pour la période 1971-2000, la température annuelle moyenne est de 11,1 °C, avec une amplitude thermique annuelle de 18,2 °C. Le cumul annuel moyen de précipitations est de 1 167 mm, avec 10,4 jours de précipitations en janvier et 7,7 jours en juillet. Pour la période 1991-2020, la température moyenne annuelle observée sur la station météorologique de Météo-France la plus proche, « Belley Man », sur la commune de Belley à 5 km à vol d'oiseau, est de 12,1 °C et le cumul annuel moyen de précipitations est de 1 099,8 mm,. Pour l'avenir, les paramètres climatiques de la commune estimés pour 2050 selon différents scénarios d'émission de gaz à effet de serre sont consultables sur un site dédié publié par Météo-France en novembre 2022.

## Urbanisme

### Typologie
Au 1er janvier 2024, Andert-et-Condon est catégorisée commune rurale à habitat dispersé, selon la nouvelle grille communale de densité à 7 niveaux définie par l'Insee en 2022.
Elle est située hors unité urbaine. Par ailleurs la commune fait partie de l'aire d'attraction de Belley, dont elle est une commune de la couronne,. Cette aire, qui regroupe 31 communes, est catégorisée dans les aires de moins de 50 000 habitants,.

### Occupation des sols
L'occupation des sols de la commune, telle qu'elle ressort de la base de données européenne d’occupation biophysique des sols Corine Land Cover (CLC), est marquée par l'importance des forêts et milieux semi-naturels (57,2 % en 2018), néanmoins en diminution par rapport à 1990 (59 %). La répartition détaillée en 2018 est la suivante : forêts (57,2 %), zones agricoles hétérogènes (38,1 %), zones humides intérieures (4,6 %).
L'évolution de l’occupation des sols de la commune et de ses infrastructures peut être observée sur les différentes représentations cartographiques du territoire : la carte de Cassini (XVIIIe siècle), la carte d'état-major (1820-1866) et les cartes ou photos aériennes de l'IGN pour la période actuelle (1950 à aujourd'hui).

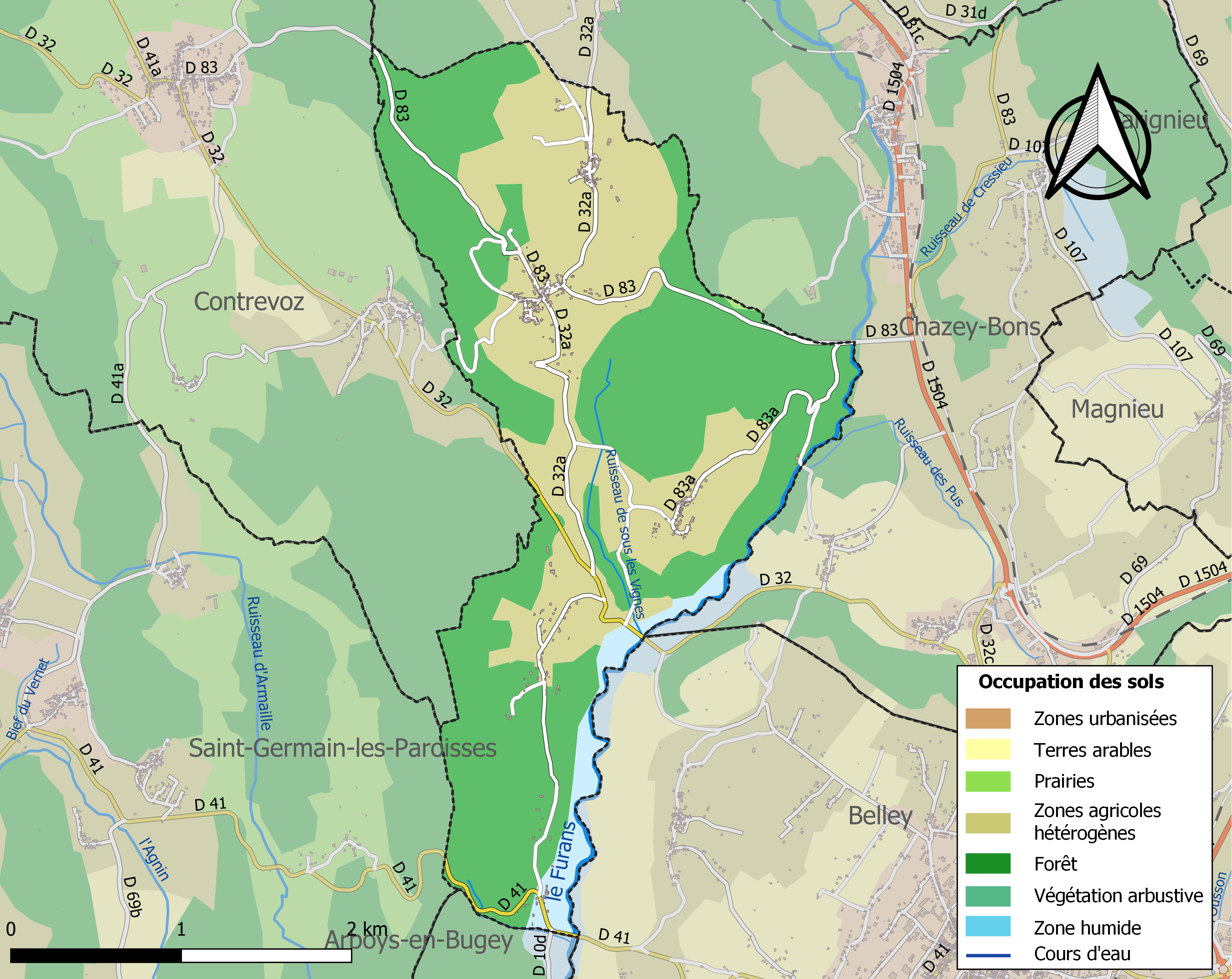
Carte des infrastructures et de l'occupation des sols de la commune en 2018 (CLC).

## Toponymie
Le nom de la localité est attesté sous la forme latine in Anderno dès 861,[réf. incomplète].
Ce toponyme dériverait de l'anthroponyme roman Andron, gaulois Andern ou germanique Andert[réf. nécessaire].

## Histoire
Site habité depuis le Chalcolithique jusqu'à la période romaine. Des fouilles ont fourni des poteries néolithiques.
De 1180 à 1829, la seigneurie d'Andert joue un rôle important dans la région (ducs de Savoie - roi de France). Chapelle d'Andert du XIIIe siècle dont une pierre date du Ier siècle. On trouvera dans la chapelle d'Andert le tombeau de François Parra, prévôt de la maréchaussée du Bugey.
Andert-et-Condon est née de la réunion des paroisses d'Andert et de Condon. Cette réunion des paroisses ne se fera pas lors de la création des communes le 14 décembre 1789 comme presque partout en France mais, dès 1645, par la réunion des paroisses d'Andert et de celle de Condon dont l'église ne deviendra que simple annexe de la nouvelle paroisse. En 1791, fusion d'Andert et Condon.
Le château d'Andert et le manoir de Beauregard surplombent en vis-à-vis la route qui descend de Contrevoz au Furans. En 1838 se déroule au pont d'Andert le drame mystérieux de l'affaire Sébastien-Benoît Peytel défendu par Balzac, Lamartine et de Gavarni.
Le 13 juillet 1886, la commune intègre dans son territoire le hameau de Gévrin aux dépens de Pugieu.

## Politique et administration

### Découpage territorial
La commune d'Andert-et-Condon est membre de la communauté de communes Bugey Sud, un établissement public de coopération intercommunale (EPCI) à fiscalité propre créé le 1er janvier 2014 dont le siège est à Belley. Ce dernier est par ailleurs membre d'autres groupements intercommunaux.
Sur le plan administratif, elle est rattachée à l'arrondissement de Belley, au département de l'Ain et à la région Auvergne-Rhône-Alpes. Sur le plan électoral, elle dépend du  canton de Belley pour l'élection des conseillers départementaux, depuis le redécoupage cantonal de 2014 entré en vigueur en 2015, et de la troisième circonscription de l'Ain  pour les élections législatives, depuis le dernier découpage électoral de 2010.

### Administration municipale

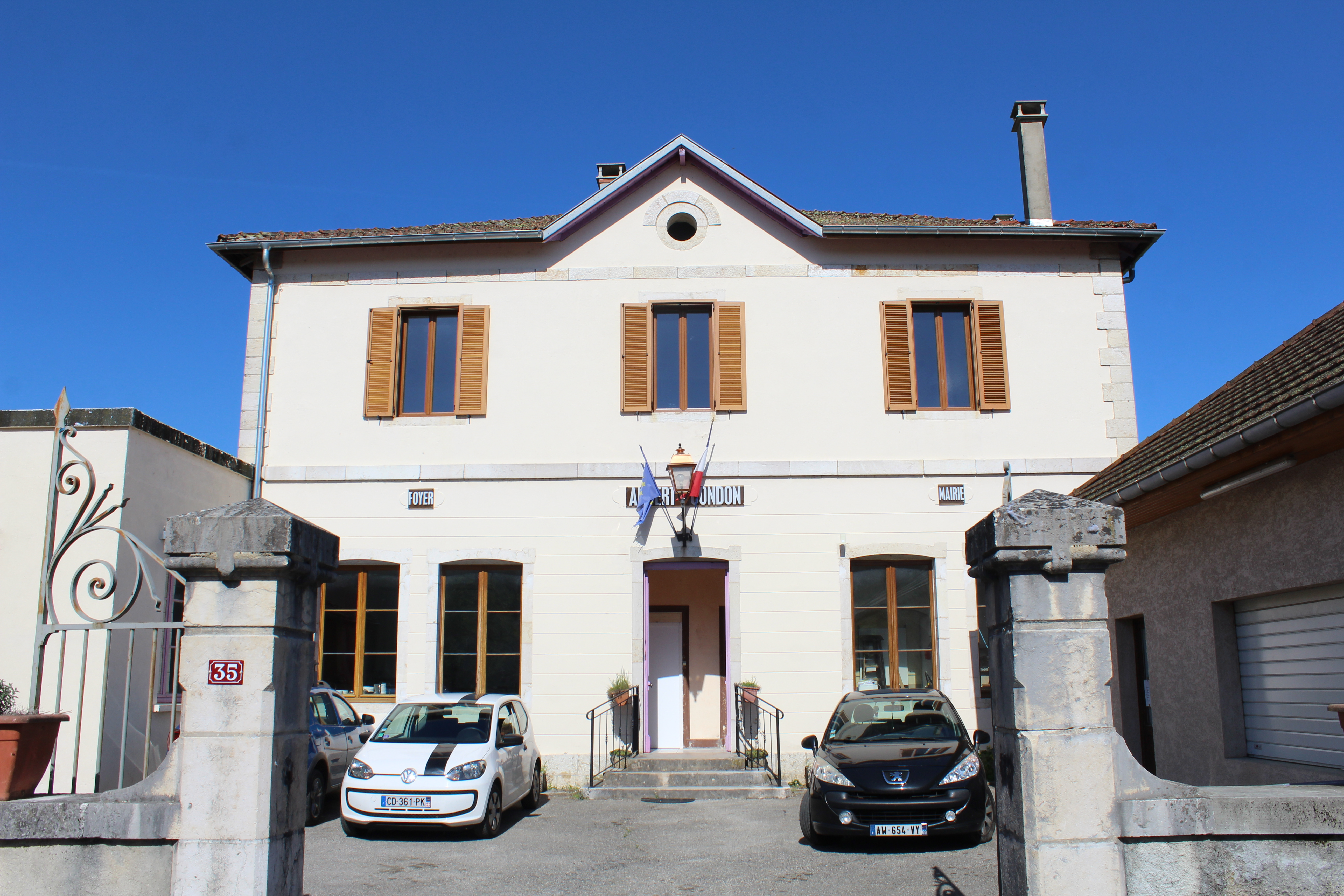
Mairie.

| Période                                  | Période  | Identité           | Étiquette | Qualité                             |
| ---------------------------------------- | -------- | ------------------ | --------- | ----------------------------------- |
| 1995                                     | 2016     | Yves Delaruelle    | SE        | Retraité Décédé en cours de mandat  |
| 2016                                     | mai 2020 | Francine Martinat  |           | Retraitée d'une entreprise publique |
| mai 2020                                 | En cours | Patrick Guillermin |           | Commerçant                          |
| Les données manquantes sont à compléter. |          |                    |           |                                     |

## Démographie
L'évolution du nombre d'habitants est connue à travers les recensements de la population effectués dans la commune depuis 1793. Pour les communes de moins de 10 000 habitants, une enquête de recensement portant sur toute la population est réalisée tous les cinq ans, les populations de référence des années intermédiaires étant quant à elles estimées par interpolation ou extrapolation. Pour la commune, le premier recensement exhaustif entrant dans le cadre du nouveau dispositif a été réalisé en 2008.

En 2022, la commune comptait 335 habitants, en évolution de −0,3 % par rapport à 2016 (Ain : +5,15 %, France hors Mayotte : +2,11 %).
| 1793 | 1800 | 1806 | 1821 | 1831 | 1836 | 1841 | 1846 | 1851 |
| ---- | ---- | ---- | ---- | ---- | ---- | ---- | ---- | ---- |
| 265  | 283  | 268  | 298  | 310  | 302  | 316  | 330  | 304  |

| 1856 | 1861 | 1866 | 1872 | 1876 | 1881 | 1886 | 1891 | 1896 |
| ---- | ---- | ---- | ---- | ---- | ---- | ---- | ---- | ---- |
| 311  | 309  | 330  | 321  | 282  | 278  | 376  | 333  | 331  |

| 1901 | 1906 | 1911 | 1921 | 1926 | 1931 | 1936 | 1946 | 1954 |
| ---- | ---- | ---- | ---- | ---- | ---- | ---- | ---- | ---- |
| 335  | 311  | 301  | 261  | 230  | 215  | 209  | 170  | 170  |

| 1962 | 1968 | 1975 | 1982 | 1990 | 1999 | 2006 | 2008 | 2013 |
| ---- | ---- | ---- | ---- | ---- | ---- | ---- | ---- | ---- |
| 166  | 159  | 184  | 276  | 262  | 275  | 319  | 331  | 337  |

| 2018 | 2022 | - | - | - | - | - | - | - |
| ---- | ---- | - | - | - | - | - | - | - |
| 324  | 335  | - | - | - | - | - | - | - |

## Culture locale et patrimoine

### Lieux et monuments
- Château d'Andert

Le château d'Andert est une ancienne maison forte du XVe siècle, remaniée aux XVIIe et XIXe siècles, centre de la seigneurie d'Andert.
Le château est inscrit aux monuments historiques par arrêté du 17 juillet 1990.
- Manoir de Beauregard dit Paul Cotin (XVe – XVIe siècles). Logis flanqué de tours rondes aux angles[26].
- Pont de Bognens, à l'écart du pont de la RD41 en usage qui franchit le Furans.
- Église Saint-Théodule d'Andert-et-Condon.
- Chapelle d'Andert.